# Sonata para piano y trompa (Beethoven)

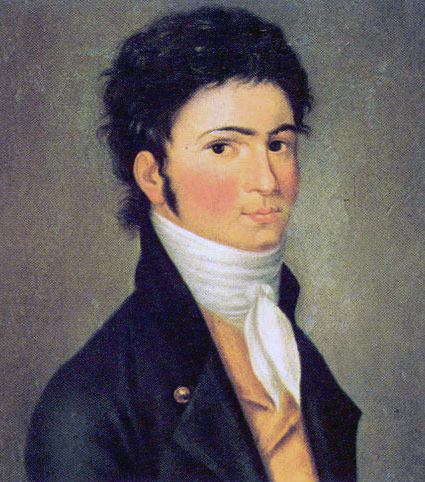
Beethoven en 1801, por Carl Riedel.

La sonata para piano y trompa en fa mayor, Op. 17 es una pieza camerística compuesta por Ludwig van Beethoven en 1800. La partitura está dedicada a la baronesa Josephine von Braun y fue escrita para ser interpretada por el trompista virtuoso Giovanni Punto.

## Historia

### Composición
La composición de la pieza tuvo lugar en abril de 1800. Según un relato un tanto inverosímil de Ferdinand Ries, amigo y discípulo de Beethoven, el compositor empezó a trabajar en esta sonata el día anterior a la representación. En aquella época también escribió la Sonata para piano n.° 11 y las Seis variaciones para piano en sol mayor sobre un tema original, WoO 77. El Op. 17 evidentemente es más próximo en espíritu y propósito a esta última composición, cuyo encanto poco sofisticado y sencillez desenfadada proporcionan al oyente recompensas satisfactorias.

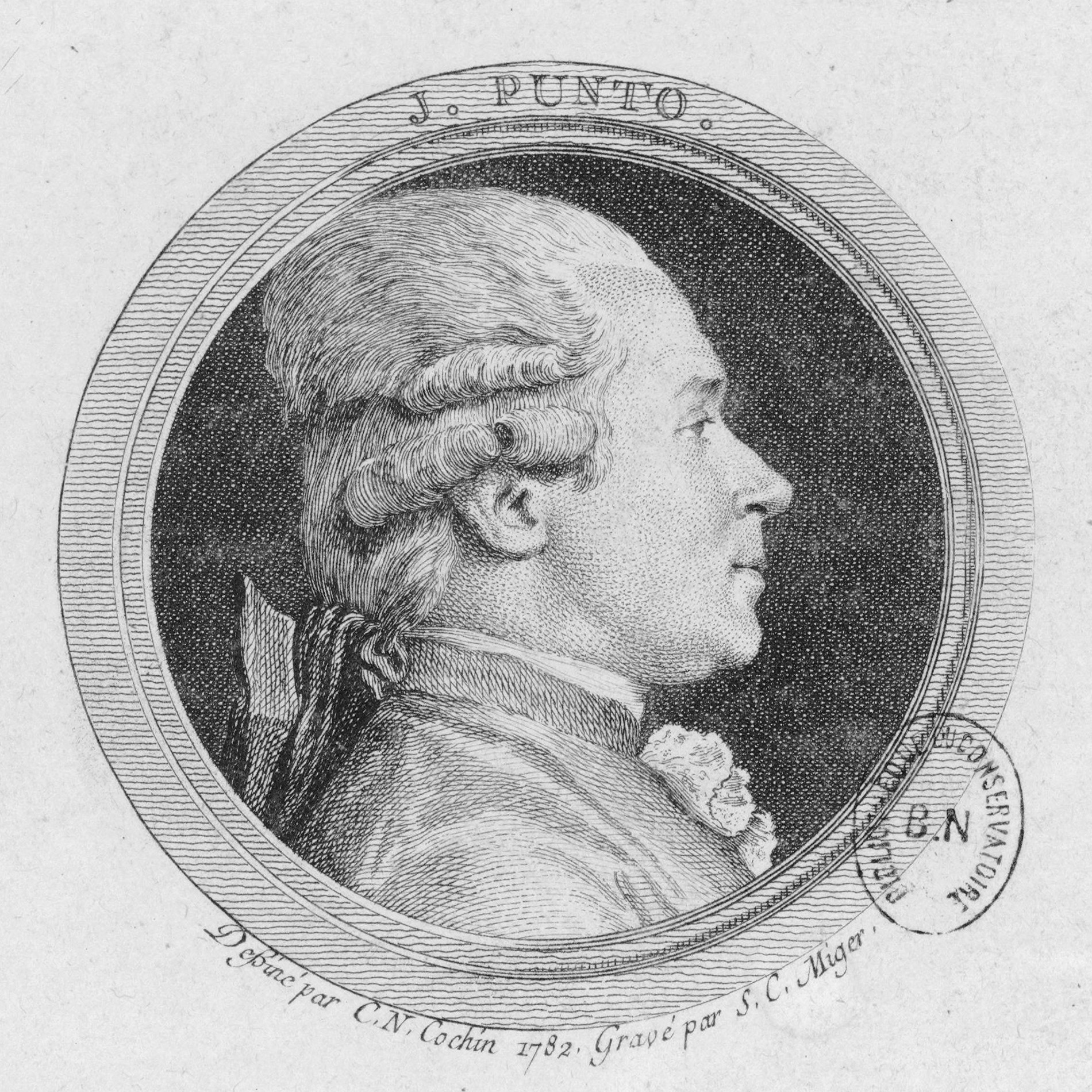
Giovanni Punto, trompista virtuoso para el que se escribió la pieza.

Giovanni Punto, cuyo verdadero nombre era Johann Wenzel (Jan Václav) Stich, era el más famoso virtuoso de la trompa de su época. Punto pasó algún tiempo en Viena y es probable que conociera al compositor en casa del conde Joseph Deym. Su elaborada técnica contribuyó a aumentar el registro sonoro de la trompa. Hacia 1800 la trompa seguía siendo un instrumento de tonos naturales sin válvulas. Las notas cromáticas, que se salían de la secuencia de tonos naturales, sólo podían producirse mediante técnicas especiales, como la parada (alteración de la columna de aire del instrumento introduciendo la mano derecha en la campana) o ciertas técnicas de ataque. Estas "notas especiales" se lograban a menudo a expensas de la calidad del sonido. Punto era uno de los pocos trompistas célebres por la uniformidad de su sonido y el control magistral de todas las notas. Beethoven concibió esta sonata hecha expresamente a medida para la exhibición del trompista, aprovechando al máximo sus capacidades y dándole todas las oportunidades posibles para exhibirlas.
El relato sobre la composición de Ries puede resultar creíble para quienes consideran que el genio de Beethoven es ilimitado. Dicho relato también tendría que conceder una habilidad sobrehumana a Punto, quien, por muy talentoso que fuera, o bien tendría que haber aprendido la pieza en cuestión de horas, o bien poseer una capacidad de lectura a primera vista de un calibre fenomenal. Punto se ganó la reputación de ser el mejor trompista de su época, pero no por poner a prueba sus habilidades.

### Estreno y publicación

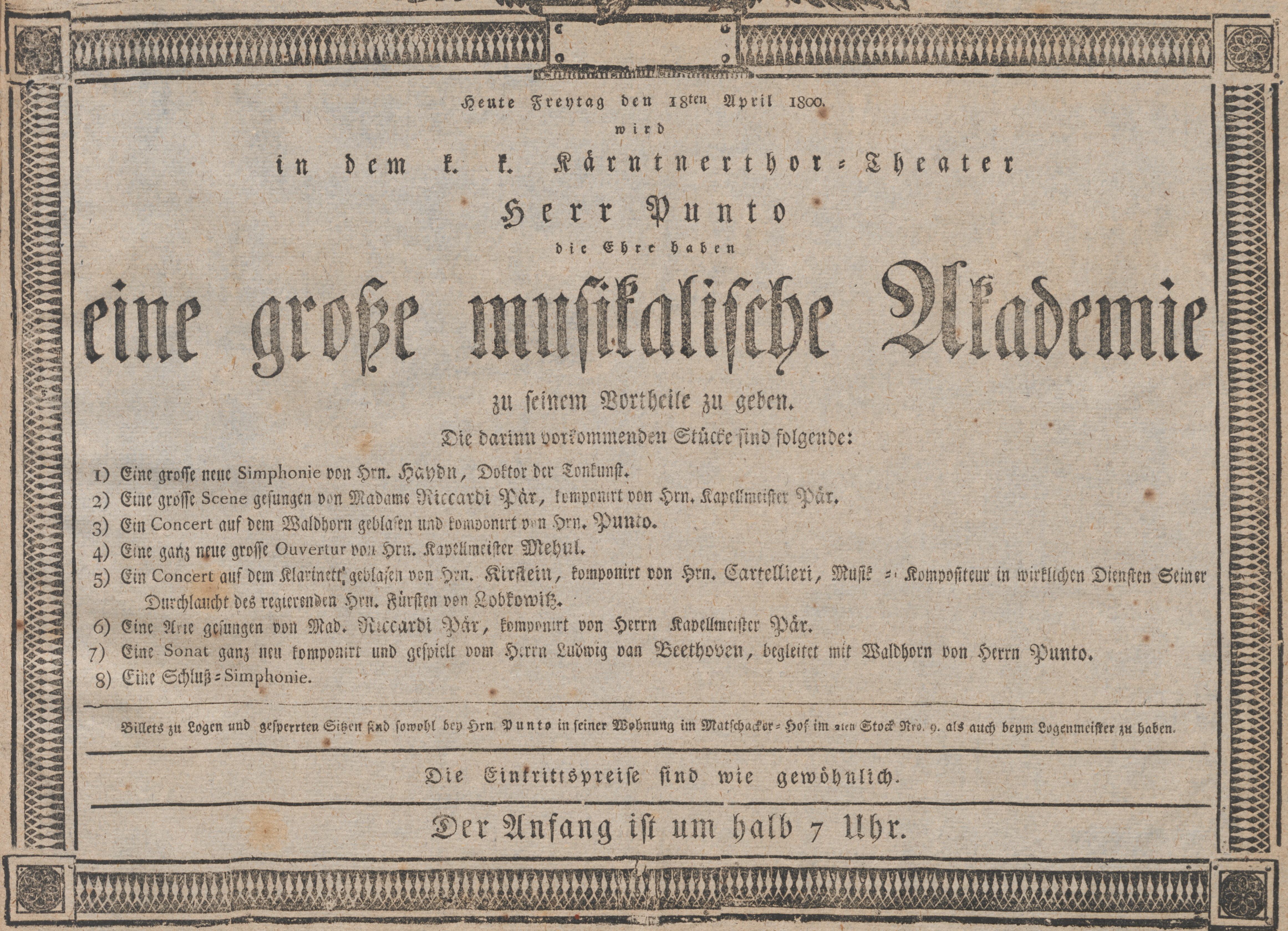
Anuncio del estreno del Op. 17 el 18 de abril de 1800 en Viena.

El estreno se celebró el 18 de abril de 1800 en el Kärntnertortheater en Viena en la interpretación del propio Beethoven junto al virtuoso de la trompa que había inspirado su composición, Giovanni Punto. La interpretaron juntos muchas veces en conciertos públicos y privados. 
La primera publicación fue llevada a cabo por el editor Tranquillo Mollo en 1801 en Viena. El nivel de personalización de la pieza para un virtuoso conllevaba inconvenientes de cara a su comercialización. Una obra tan exigente técnicamente era solo para virtuosos como Punto. Quizá por esta razón en marzo de 1801 el editor Mollo no sólo publicó una versión para piano y trompa natural, sino que también incluyó una parte para violonchelo. De esta manera aumentó en gran medida el potencial de ventas de la obra. No se sabe con certeza si Beethoven hizo él mismo el arreglo para violonchelo. Pero al menos lo autorizó, ya que de lo contrario lo habría rechazado públicamente.
La dedicatoria que figura en la partitura editada es para la baronesa Josephine von Braun, de soltera von Högelmüller. Se trata de la esposa del banquero de la corte Freiherr Peter von Braun, que era entonces director de los dos Teatros de la corte de Viena. Era difícil para un joven compositor lograr que se le concediera tiempo para la interpretación de sus obras en alguno de los teatros vieneses. Ya había dedicado a esta baronesa las dos Sonatas para piano Op. 14 n.º 1 y n.º 2 que pudieron servir para allanar el terreno, ya que el 2 de abril de 1800 Beethoven estrenó su Sinfonía n.º 1 en el Burgtheater.

## Estructura y análisis
La sonata consta de tres movimientos:
- I. Allegro moderato, en fa mayor 4
4
- II. Poco adagio quasi andante [-attacca-], en fa menor 2
4
- III. Rondo. Allegro moderato, en fa mayor 2
2

La interpretación de esta obra dura aproximadamente 15 minutos. Se trata de su única sonata para trompa y también de su única sonata para un instrumento de viento de cualquier tipo. El título en francés de la edición era "Sonate pour le Forte-Piano avec un Cor ou Violoncelle" (Sonata para piano con trompa o violonchelo). El título nombre es significativo, ya que el piano ocupa un papel al menos tan relevante como la trompa, en lugar de funcionar como un mero instrumento de acompañamiento. La partitura fue escrita originalmente para trompa natural, pero se interpreta con más frecuencia en el instrumento moderno con válvulas. La parte de piano se escribió para el fortepiano, por lo que presenta algunas dificultades para el intérprete del instrumento moderno. Es una sonata ligera y poco complicada, al menos en su lenguaje expresivo y en su carácter en general alegre. Las partes para trompa y piano no son nada sencillas: el objetivo de Beethoven era escribir una obra para su intérprete de trompa favorito y para sí mismo.

### I.Allegro moderato
El primer movimiento, Allegro moderato, está escrito en la tonalidad de fa mayor, en compás de 4/4 y sigue la forma sonata. Presenta una música atractiva, aunque no especialmente memorable.

### II.Poco adagio quasi andante
El segundo movimiento, Poco adagio quasi andante, está en fa menor y en compás de 2/4. Se caracteriza por una atmósfera pesada y una escritura hábil para ambos instrumentos.

### III.Rondo. Allegro moderato
El tercer y último movimiento, Rondo. Allegro moderato, retoma la tonalidad inicial, el ritmo es alla breve y responde a la forma rondó. El Finale quizá sea el mejor movimiento de los tres. La parte de trompa es colorista y efervescente, mientras el acompañamiento de piano está hábilmente imaginado.

## Recepción de la obra
Punto y Beethoven recibieron una crítica muy positiva por parte del Allgemeine musikalische Zeitung en julio de 1800:

«Der berühmte, und jezt wahrscheinlich größeste Waldhornist in der Welt, Herr Punto, (ein Böhme von Geburt, sein eigentlicher Name ist: Stich) hält sich jezt in Wien auf. Er gab vor kurzem eine musikal. Akademie, in welcher sich vor allem eine Sonate für Fortepiano und Waldhorn, komponiert von Beethoven, und gespielt von diesem und Punto, so auszeichnete und so gefiel, daß, trotz der neuen Theaterordnung, welche das Da Capo und laute Applaudiren im Hoftheater untersagt, die Virtuosen dennoch durch sehr lauten Beyfall bewogen wurden, sie, als sie am Ende war, wieder von vorn anzufangen und nochmals durchzuspielen.»
El célebre, y ahora probablemente el mejor intérprete de trompa del mundo, el Sr. Punto, (bohemio de nacimiento, su verdadero nombre es: Stich) se encuentra ahora en Viena. Recientemente dio una exhibición musical en Viena, en la que sobre todo una sonata para fortepiano y trompa, compuesta por Beethoven e interpretada por él y Punto, fue tan distinguida y tan agradable que, a pesar de las nuevas normas teatrales, que prohíben el da capo y los aplausos fuertes en el teatro de la corte, los virtuosos fueron impulsados, sin embargo, por aplausos muy fuertes, a empezarla de nuevo desde el principio una vez terminada y a tocarla una vez más.
— Allgemeine musikalische Zeitung, julio 1800.

En la época de esta composición el maestro alemán no era muy famoso fuera de Viena. Tras una representación de la pieza interpretada por Punto y Beethoven en Pest, un crítico húngaro escribió: "¿Quién es este Beethover? Su nombre no se conoce en los círculos musicales. Por supuesto Punto es muy conocido".

## Adaptaciones
El virtuoso oboísta Carl Khym elaboró un arreglo para quinteto de cuerda que fue publicado en la editorial musical Simrock en 1817.